# خالد داود
خالد داود هو صحفي وسياسي مصري عمل مراسلا لقناة الجزيرة في الأمم المتحدة وناطقا رسميا باسم جبهة الإنقاذ الوطني. وهو الآن المتحدث الإعلامي لحزب الدستور.